# Invasión U.S.A. (película)
Invasion U.S.A. (conocida en Hispanoamérica como Invasión a los Estados Unidos) es una película estadounidense de acción de 1985 dirigida por Joseph Zito, producida por Menahem Golan y Yoram Globus, escrita por James Bruner y Chuck Norris y protagonizada por Chuck Norris.

## Sinopsis
Mikhail Rostov (Richard Lynch), un peligroso terrorista que dirige a un grupo de mercenarios sin escrúpulos, planea comenzar una campaña de terror en los Estados Unidos, pero antes decide acabar con Matt Hunter (Chuck Norris), antiguo integrante de la CIA, que fue su bestia negra en el pasado. Mientras que Hunter trata de salvar su vida de cientos de enemigos que le buscan por todo el país, tendrá que destruir los planes de Rostov que amenazan la estabilidad del país.

## Reparto
| Actor           | Personaje                    |
| --------------- | ---------------------------- |
| Chuck Norris    | Matt Hunter                  |
| Richard Lynch   | Mikhail Rostov/Michael Hames |
| Melissa Prophet | McGuire                      |
| Alex Colon      | Tomas                        |
| Alexander Zale  | Nikko                        |
| Dehl Berti      | John Eagle                   |
| Billy Drago     | Mickey                       |

## Producción
Este fue el primero de los seis films que Chuck Norris firmó con Cannon Films tras el éxito de taquilla de Missing in Action.
Norris dijo que tuvo la idea tras leer un artículo en Reader's Digest, donde se contaba que cientos de terroristas podrían haberse infiltrado en Estados Unidos. "Yo pensé, vaya, eso da miedo, cuenta Norris. ¿Y si alguien como Jomeini o Gadaffi comienzan a enviar a esos tipos a nuestras grandes ciudades?'... En la película, el líder terrorista dice, 'Es muy fácil por la libertad de movimientos que hay en este país.' La película no pretende asustar a la gente, sino alertarnos de un potencial problema."
El film tuvo un presupuesto de 12 millones de dólares, el doble de lo normal para un film de Norris. La secuencia filmada en los Everglades fue la más cara y costó 2 millones de dólares.
Norris dijo que al principio pensó en Whoopi Goldberg para el papel de la reportera coprotagonista, pero el director Joseph Zito se negó. En respuesta, Norris, no volvió a trabajar con él.
De acuerdo con el documental Electric Boogaloo: The Wild, Untold Story of Cannon Films, la escena en la que los terroristas destruyen casas residenciales con lanzacohetes fue rodada usando casas reales que iban a ser demolidas en Atlanta. 